# Bataille des monts de Champagne
 (août 2014).
Si vous disposez d'ouvrages ou d'articles de référence ou si vous connaissez des sites web de qualité traitant du thème abordé ici, merci de compléter l'article en donnant les références utiles à sa vérifiabilité et en les liant à la section « Notes et références ».
Pour les articles homonymes, voir Bataille de Champagne.
Première Guerre mondiale
Batailles
Front d'Europe de l’Ouest
- Liège (8-1914)
- Namur (8-1914)
- Frontières (8-1914)
- Anvers (9-1914)
- Grande Retraite (9-1914)
- Marne (9-1914)
- Course à la mer (9-1914)
- Yser (10-1914)
- Messines (10-1914)
- Ypres (10-1914)
- Givenchy (12-1914)
- 1re Champagne (12-1914)
- Hartmannswillerkopf (1-1915)
- Neuve-Chapelle (3-1915)
- 2e Ypres (4-1915)
- Colline 60 (4-1915)
- Artois (5-1915)
- Festubert (5-1915)
- Quennevières (6-1915)
- Linge (7-1915)
- 2e Artois (9-1915)
- 2e Champagne (9-1915)
- Loos (9-1915)
- Verdun (2-1916)
- Redoute Hohenzollern (3-1916)
- Hulluch (4-1916)
- 1re Somme (7-1916)
- Fromelles (7-1916)
- Arras (4-1917)
- Vimy (4-1917)
- Chemin des Dames (4-1917)
- 3e Champagne (4-1917)
- 2e Messines (6-1917)
- Passchendaele (7-1917)
- Cote 70 (8-1917)
- 2e Verdun (8-1917)
- Malmaison (10-1917)
- Cambrai (11-1917)
- Bombardements de Paris (1-1918)
- Offensive du Printemps (3-1918)
- Lys (4-1918)
- Aisne (5-1918)
- Bois Belleau (6-1918)
- 2e Marne (7-1918)
- 4e Champagne (7-1918)
- Château-Thierry (7-1918)
- Le Hamel (7-1918)
- Amiens (8-1918)
- Cent-Jours (8-1918)
- 2e Somme (9-1918)
- Bataille de la ligne Hindenburg
- Meuse-Argonne (10-1918)
- Cambrai (10-1918)

Front italien
Front d'Europe de l’Est
Front des Balkans
Front du Moyen-Orient
Front africain
Bataille de l'Atlantique
La bataille des monts de Champagne est un épisode de la Première Guerre mondiale qui se déroule du 17 avril au 20 mai 1917, elle est contemporaine de la bataille du Chemin des Dames. Elle est parfois désignée troisième bataille de Champagne.

## Contexte stratégique

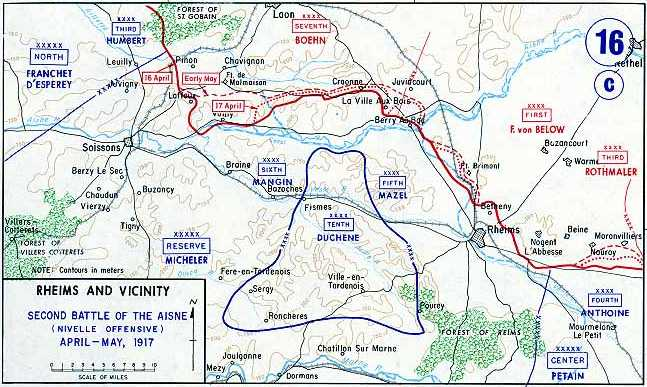
L'offensive de Nivelle, le massif de Moronvillers est sur la droite de la carte entre la 4e armée française d'Anthoine et la IIIe armée allemande de Rothmaler.

Outre son rôle de diversion et de prolongation de l'offensive du GAR, le but de la 4e armée du général Anthoine est l'occupation de la crête des monts (au sud de Moronvilliers), crête dominante qui offre d'excellents observatoires pour les Allemands.

## Description du champ de bataille
La bataille a lieu à l'est de Reims, entre Prunay et Aubérive, en Champagne, le long du massif de Moronvilliers qui comprend sept plateaux, d'ouest en est : le mont Cornillet (206 m), le mont Blond (211 m), le mont Haut (257 m), le mont Perthuis (232 m), le mont Casque (246 m), le mont Téton (237 m) et le mont Sans Nom (210 m). Il y a aussi un mont plus bas, la cote 181, vers l'est.

## Forces en présence

### Organisation française et objectifs
4e armée
- 8e corps d'armée
  - Progression vers la crête du mont Blond, mont Cornillet
- 17e corps d'armée
  - Prise d'Aubérive-sur-Suippe et progression en direction des monts
- Brigade territoriale
- 24e division d'infanterie
  - Prise de la partie est d'Aubérive-sur-Suippe
- 22 escadrilles d'aviation comprenant une de bombardement
  - éclairer les forces terrestres française tout se cachant de celles de l'ennemi
- 11 compagnies de ballons captifs
  - observer les mouvements et régler les tirs d'artillerie
- L'artillerie spéciale.

### Organisation allemande
IIIe armée commandée par Karl von Einem ayant 52 régiments sur place.

## La bataille
Du 17 au 20 avril : enlèvement de la première ligne allemande, prise du mont Blond et du mont Cornillet, du village d'Aubérive : 2 500 prisonniers.
Les chars entrent en action avec trois unités, 48 chars du capitaine Lefevre qui connaissent alors les mêmes difficultés qu'à Berry-au-Bac dans un terrain détrempé. Entrés en action le 17, ils sont retirés le lendemain.
Les monts sont, ici aussi, fortifiés par cinq niveaux de réseau de tranchées, des blockhaus bétonnés et des souterrains que les tirs de 1600 canons ne neutralisent pas. 

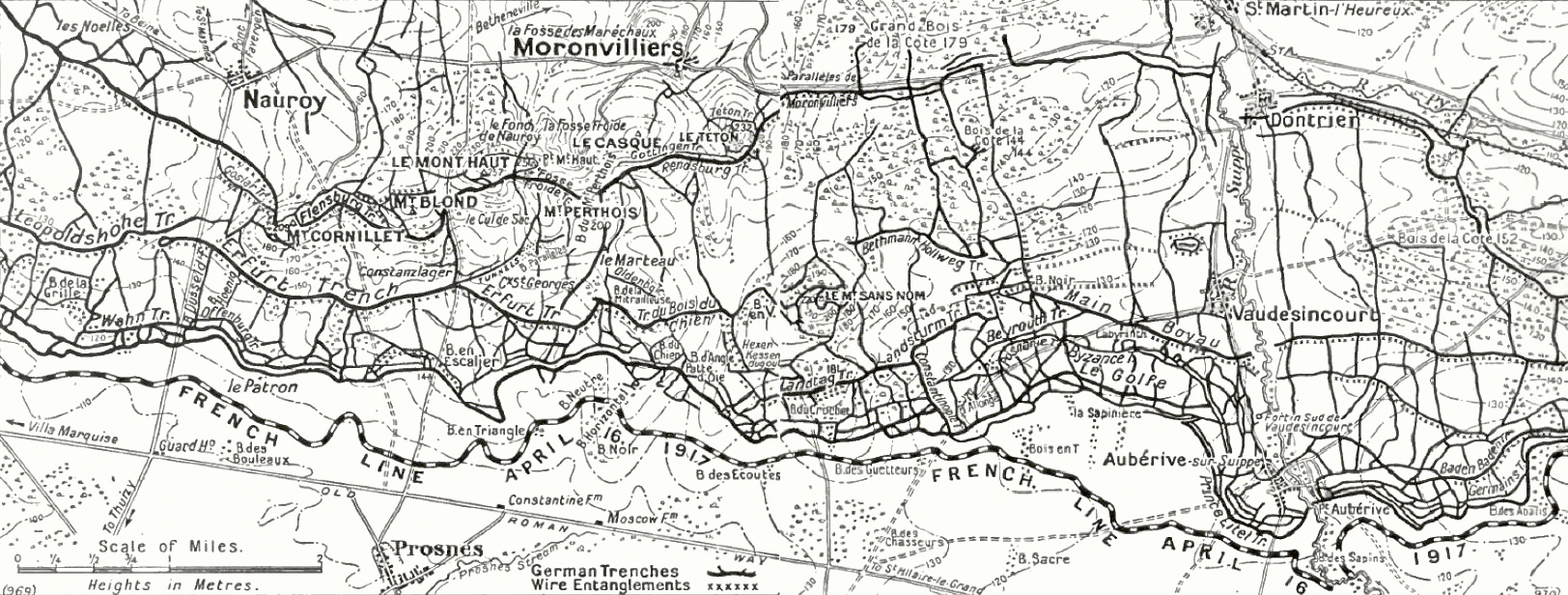
Trois rang de défense allemands.
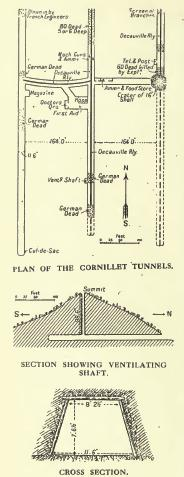
Tunnel du mont Cornillet.
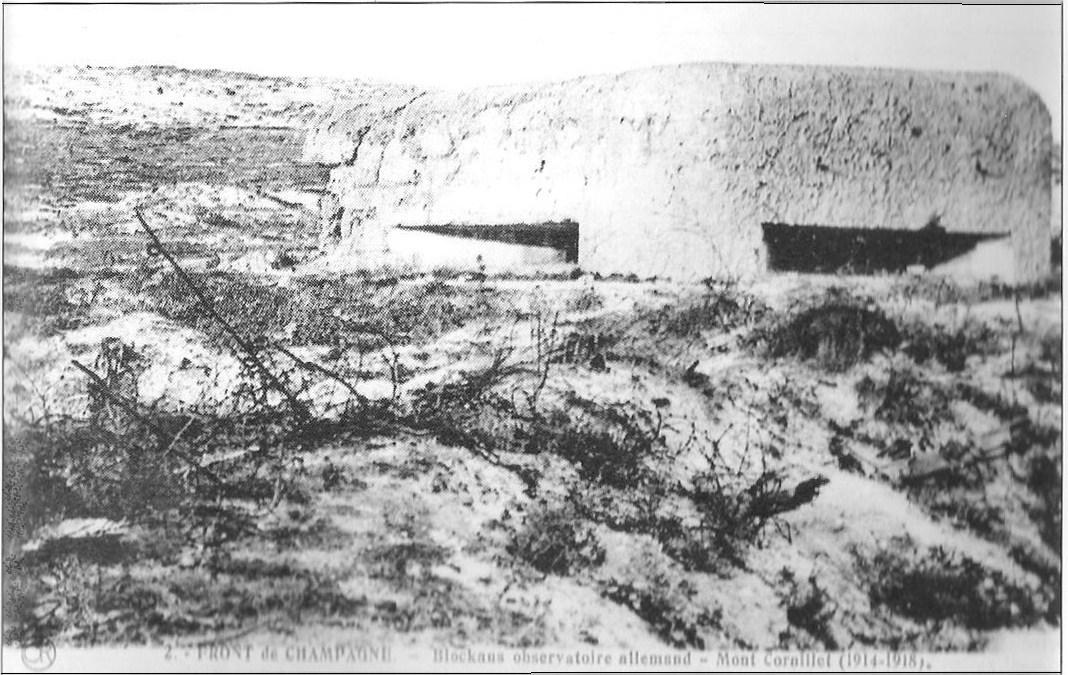
Blockhaus allemand sur le mont Cornillet.
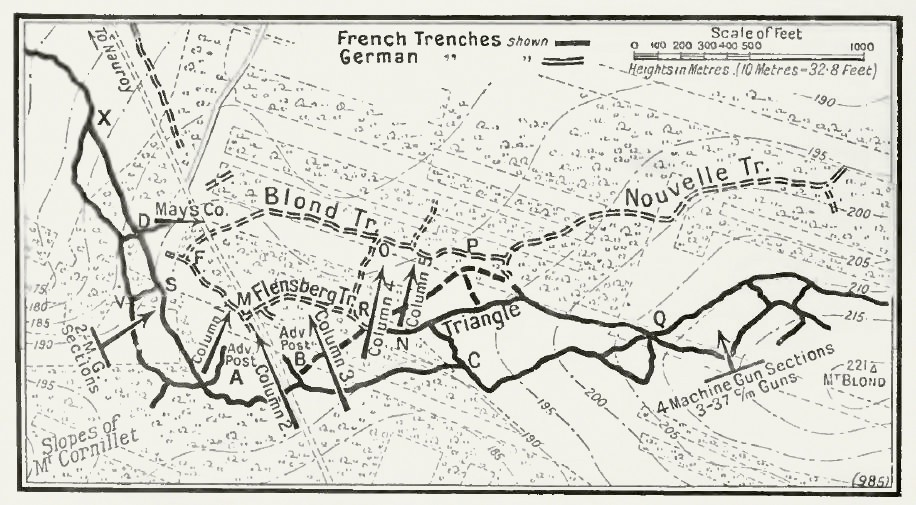
Attaque du 21 juin sur le mont Cornillet.

Pour réduire cette garnison, les Français utilisent plus de cent canons et font venir deux canons spéciaux, des obusiers de 400 mm, installés à Mourmelon-le-Petit, qui tirent 36 obus de 400 mm pesant 900 kg. Les objectifs visés sont les trois accès aux galeries, au nord du mont, et les puits d'aération, repérés par les avions d'observation.

Du 20 avril au 20 mai : conquête des monts, 3 000 prisonniers, consolidation des positions. Il y a quelques mutineries, surtout dans le camp de Châlons qui sert de lieu de concentration du Groupe d'armée du centre de Pétain dont la 3e armée dépend ; il n'y a pas de fusillés. De même le 17 avril dans le 18e RI, qui a eu 12 condamnés à mort, le 29 dans le 20e RI à Mourmelon, et du 3 au 12 juin dans le 217e RI, qui a pu être raisonné par ses chefs.

### Organisation de l'aviation
Pour l'offensive du général Nivelle, le général en chef a nommé le commandant Paul du Peuty commandant de l'aéronautique aux armées ; ancien commandant de la MS 48 et de l'aviation de la 10e armée pour l'offensive de la Somme, c'est un partisan de la concentration des unités pour obtenir une suprématie aérienne.
La 4e armée Anthoine dispose ainsi de :
- 25 escadrilles de Corps d'armée : 
  - 130 avions de Corps d'armée ;
  - 110 avions de chasse.
- Groupe de bombardement 1 :
  - 40 bombardiers.
- 11 compagnies d'aérostiers : ils opèrent depuis de nombreux terrains situés à La Noblette, La Cheppe, Bonne-maison, Villeneuve-les-Vertus, Lhéry...

Les unités d'artillerie lourde sont couplées à une escadrille de reconnaissance pour le réglage des tirs. Il y a même des expérimentations de réglage par des avions équipés de T.S.F. Mais le principal ennemi est la météo ; entre le 28 mars et le 13 avril, 38 missions de surveillance, 16 missions photographiques sont réalisées malgré le vent et la neige.
Début mai le Groupe de Chasse 11 rejoint le théâtre de la 4e armée. Pour la période du 15 au 31 mai, le G.C. 11 et le G.C 15 font 633 combats pour 11 avions ennemis abattus plus 15 probables, et ont deux morts, deux blessés et deux disparus.

## Conséquence et bilan
Les Allemands ont perdu leurs points d'observation sur la plaine qui sont maintenant tenus par l'armée française. C'est le seul point positif de l'offensive Nivelle mais le secteur n'est pas stabilisé, une succession de contre-attaques allemandes pour reprendre ces objectifs ayant lieu par la suite.

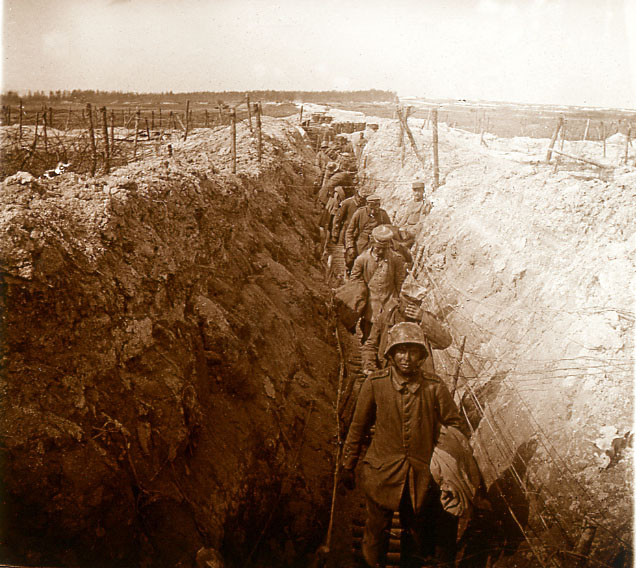
Prisonniers allemands,
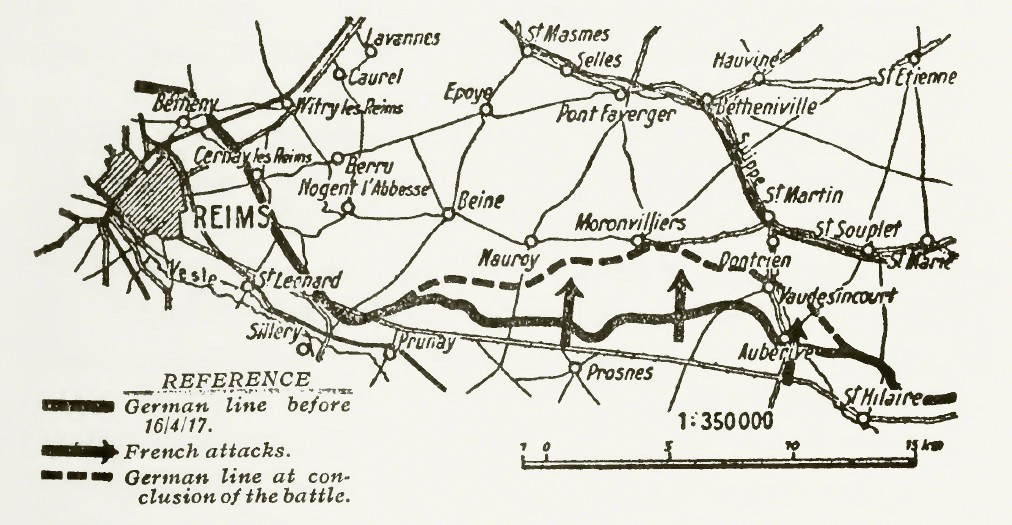
Gain de terrain par les troupes françaises.
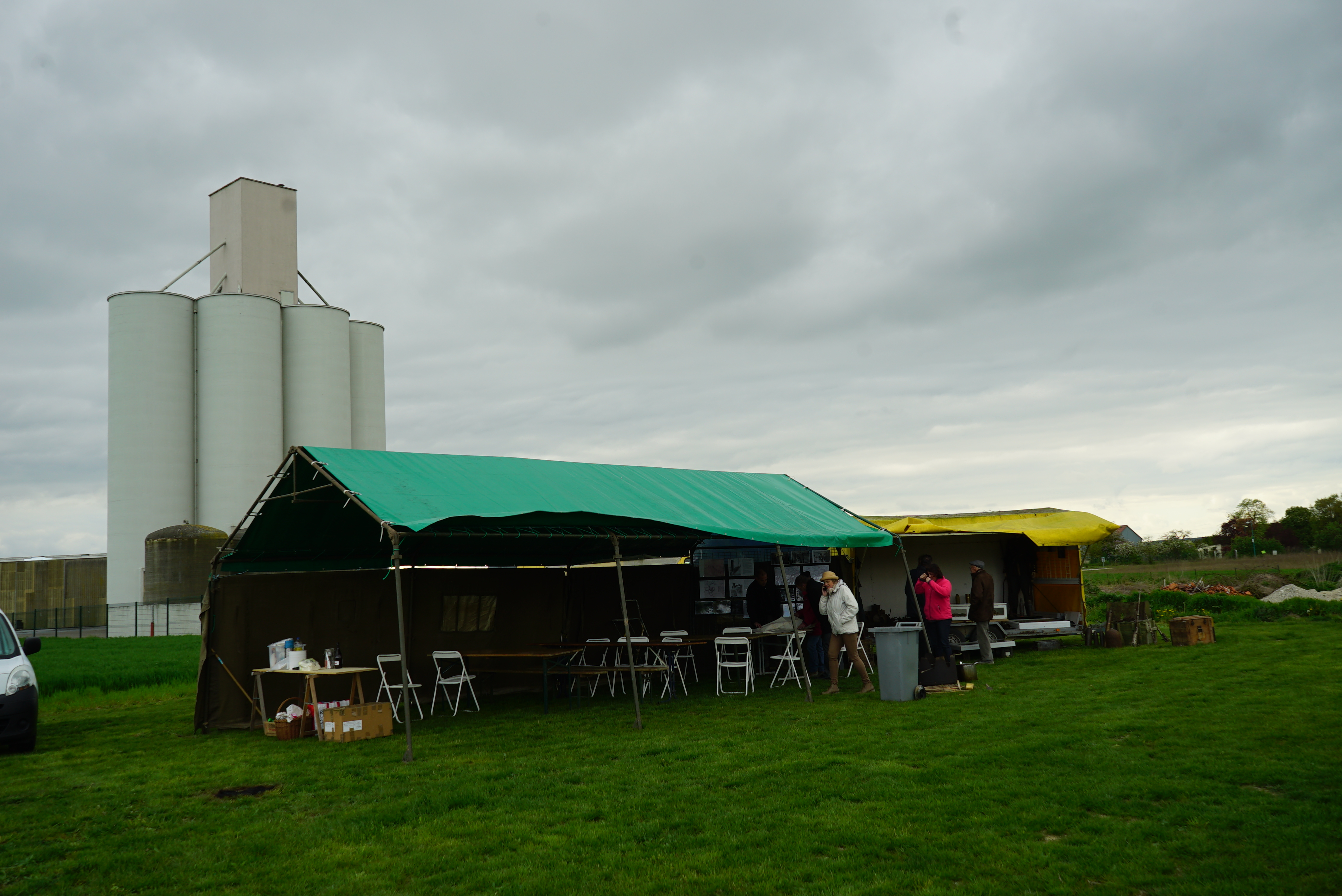
Célébration du centenaire à Aubérive.

Au préalable du lancement de l'offensive Meuse-Argonne en octobre 1918, la 4e armée française toujours commandée par le général Gouraud a de nouveau amélioré ses positions en avançant en septembre 1918 sur les hauteurs de Moronvilliers. L'offensive permettra d'aller jusqu'à la rivière Aisne et de libérer cette zone avant l'armistice du 11 novembre 1918.

## Décoration
- LES MONTS 1917 est inscrit sur le drapeau des régiments cités lors de cette bataille.